# Меникелли, Джампаоло
Джампаоло Меникелли (итал. Giampaolo Menichelli; 29 июня 1938, Рим) — итальянский футболист, полузащитник. Прежде всего известен по выступлениям за клуб «Ювентус», а также национальную сборную Италии. Чемпион Италии и обладатель Кубка Италии.

## Карьера
Воспитанник футбольной школы клуба «Рома». Профессиональную футбольную карьеру начал в 1957 году в основной команде этого же клуба, проведя там один сезон, приняв участие лишь в 2 матчах чемпионата.
Впоследствии с 1958 по 1960 год играл на условиях аренды в составе клубов «Самбенедеттезе» и «Парма», после чего вернулся в «Рому», вместе с которой завоевал Кубок ярмарок.
Своей игрой за последнюю команду привлёк внимание представителей тренерского штаба клуба «Ювентус», к составу которого присоединился в 1963 году. Сыграл за «старую синьору» следующие шесть сезонов своей игровой карьеры. Большую часть времени, проведённого в составе «Ювентуса», был основным игроком команды. За это время добавил к списку своих трофеев титул чемпиона Италии, также становился обладателем кубка Италии.
В течение 1969—1970 годов защищал цвета команды клуба «Брешиа». Завершил профессиональную игровую карьеру в клубе «Кальяри», за который выступал в течение 1970—1971 годов.

## Международная карьера
В 1962 году дебютировал в официальных матчах в составе национальной сборной Италии. На протяжении карьеры в национальной команде, которая длилась всего 3 года, провёл в форме главной команды страны 9 матчей, забив 1 гол. В составе сборной был участником чемпионата мира 1962 года в Чили.

## Достижения

### Командные
- Чемпион Италии: 1966/67
- Обладатель Кубка Италии: 1964/65

### Личные
- Лучший бомбардир Кубка Италии: 1964/65 (3 гола)